# Atahuallpa (novela)
Atahuallpa fue una novela escrita por Benjamín Carrión, publicado en México en el año de 1934 que narra la historia de la conquista del territorio norte del Tahuantinsuyo. Recoge una serie de mitos y leyendas de Ecuador y los mezcla con un grupo de hechos históricos dentro de una novela que narra los últimos días del Inca Atahualpa. Fue escrito durante el Conflicto limítrofe entre el Ecuador y el Perú y la década del bimilenarismo de Virgilio. 

## Contexto histórico

### Secularización del estado
El libro buscaba una nueva historia que explique el origen del país, en palabras de Carrión El cuento de la patria. La anterior historia que explicaba el origen fundacional de Ecuador había sido establecido en el siglo XIX entre otras personas por Julio Matovelle durante el proceso que llevó a cabo consagración de Ecuador al Sagrado Corazón de Jesús y al Inmaculado Corazón de María. Durante sus escritos, Matovelle trazó paralelismos entre estas dos consagraciones religiosas y la muerte de García Moreno y Mariana de Jesús, respectivamente. Es decir, Ecuador nacería fruto de la muerte fundacional de dos personas: con el sacrificio de García Moreno luchando contra la corrupción y los males sociales, así como con el ofrecimiento voluntario de Mariana de Jesús para que paren las maldiciones naturales (terremotos) en la Real Audiencia de Quito. De esta forma quedaba establecida la República del Sagrado Corazón de Jesús. Sin embargo, a partir de la separación de la Iglesia y el Estado, no solo que legalmente Ecuador dejó de estar consagrado (cuando cambio la constitución en la Revolución Liberal), sino que además necesitaba un nuevo origen, esta vez secular. El patrón se mantuvo, y era necesario una muerte fundacional que explique el nacimiento de ese país. Para ello, Carrión se valió de la muerte de Atahualpa como el último gran Inca que unificó el imperio y cuyo prematuro fin conformaría un nuevo comienzo.

### Conflicto limítrofe entre Ecuador y Perú
La figura del último Inca servía además para fines nacionalistas ya que su lucha y victoria sobre Huáscar, impulsaría la lucha de Ecuador en los conflictos limítrofes con Perú que se dieron en esos años. Se asumía que Huáscar había nacido en Cusco, Perú y Atahualpa en Quito, Ecuador, dato histórico controvertido por las diferencias en los testimonios de los cronistas.

## Argumento
La novela se basa en los sucesos históricos de la conquista del norte del Tahuantinsuyo, especialmente enfocándose en lo que sería el territorio del actual Ecuador y tiene como objetivo dar un origen mítico a la ciudad de Quito. La historia se desarrolla en dieciocho capítulos y alterna entre la historia de los incas y la historia de los españoles. En cuanto a la primera, narra la historia glorificando el pasado indígena y en cuanto a lo segundo narra la historia de la conquista como una gran gesta española. De esta manera Carrión intenta representar positivamente tanto el pasado indígena como español, en una novela dedicada a una ciudad mestiza (Quito). La sucesión de los hechos sigue los siguientes capítulos:
1. Tahuantinsuyo
2. Huayna Capac el grande
3. El inti raymi
4. La profecía de Viracocha
5. El viaje final
6. Esos hombres blancos y barbudos
7. La división del imperio
8. Huascar y Atahuallpa
9. Plus Ultra
10. Vale un Perú
11. Tierra ajena
12. Los trece de la fama
13. Hombres de extremadura
14. Cruz y oro
15. El paso de los Andes
16. La antesala del imperialismo
17. Caxamarca
18. Anocheció en la mitad del día